# 薩馬富拉拉
薩馬富拉拉（法語：Sama Foulala），是馬里的城鎮，位於該國中部，由塞古區的塞古省負責管轄，面積154平方公里，海拔高度292米，2009年人口6,180，人口密度每平方公里40人。